# (1720) Niels
(1720) Niels ist ein Asteroid des Hauptgürtels, der am 7. Februar 1935 vom deutschen Astronomen Karl Wilhelm Reinmuth in Heidelberg entdeckt wurde.
Der Name ist abgeleitet vom Vornamen eines Enkels des Entdeckers.